# Thurgau
Thurgau (francouzsky Thurgovie, italsky Turgovia, rétorománsky Turgovia) je kanton na severu Švýcarska, na jižním břehu Bodamského jezera, které tvoří hranici s Německem. Úředním jazykem je němčina. Hlavním městem je Frauenfeld.

## Geografie

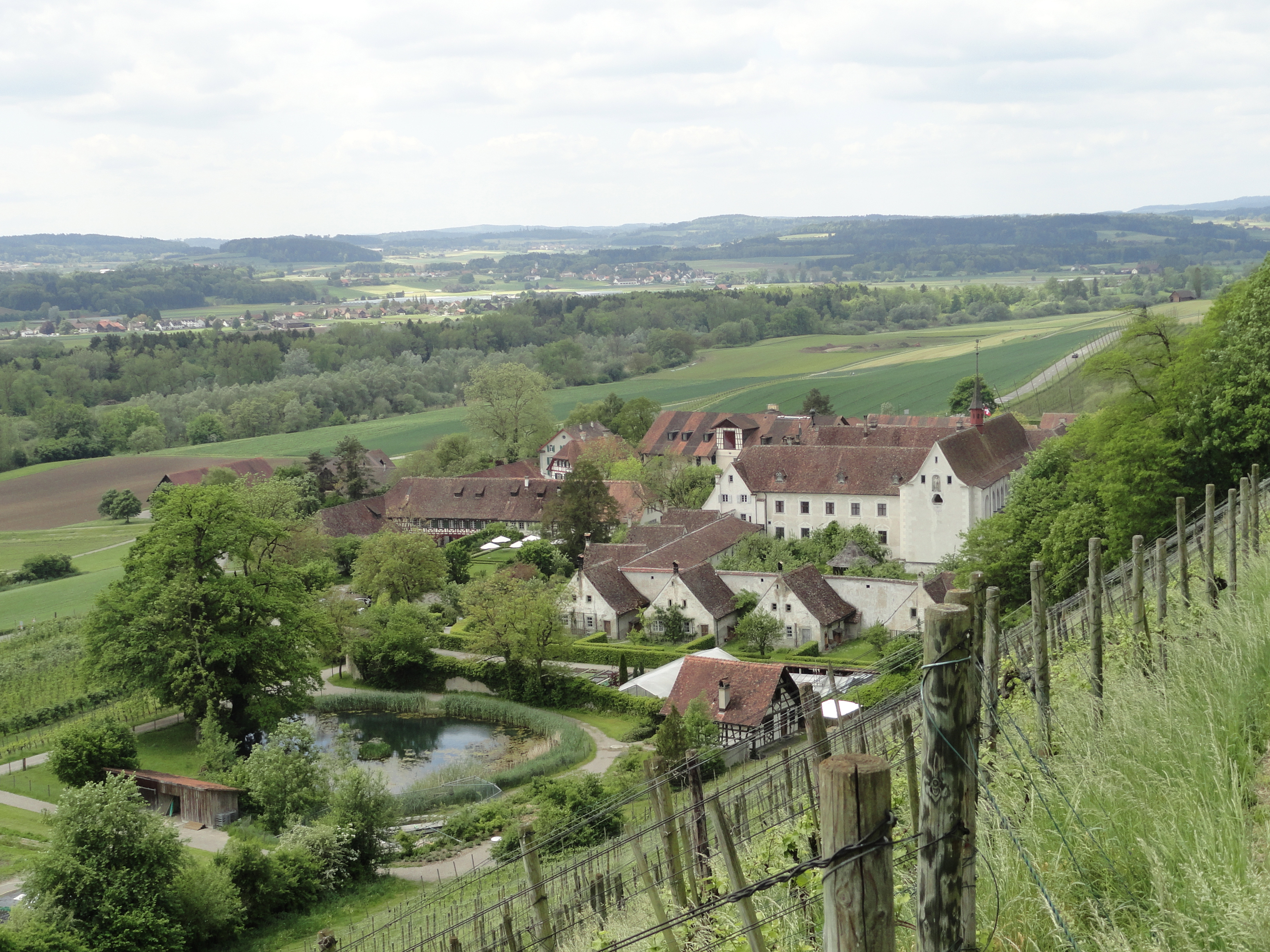
Pahorkatá krajina kantonu

Území kantonu se táhne podél jižního břehu Bodamského jezera, jezera Lintersee a řeky Rýna. Kanton sousedí s německou spolkovou zemí Bádensko-Württembersko, kantonem Schaffhausen a Bodamským jezerem na severu. Na jihu se hranice s kantony St. Gallen a Curych nachází v blízkosti řek Hörnli a Chlihörnli. Dreiländerstein, který se nachází ve výšce 992 metrů, je zároveň nejjižnějším a nejvyšším bodem kantonu Thurgau.
Rozloha kantonu je necelých 1000 km² a běžně se dělí na tři horské celky. Jeden z nich se táhne podél Bodamského jezera na severu. Další se nachází dále ve vnitrozemí mezi řekami Thur a Murg. Třetí tvoří jižní hranici kantonu a splývá s pohořím Hörnli v předalpské oblasti.
Hlavním městem a sídlem parlamentu a vyššího soudu je Frauenfeld. Kantonální parlament (Grosser Rat – Velká rada) se v létě schází ve Frauenfeldu a v zimě ve Weinfeldenu. Kanton Thurgau nese své jméno podle řeky Thur, která jej protíná od jihovýchodu k severozápadu a vlévá se do Rýna dále na západě v curyšské čtvrti Andelfingen.
Území je pahorkaté a příznivé pro zemědělství, které zde má větší význam než ve většině Švýcarska. V kantonu je 61,0 % celkové rozlohy využíváno jako zemědělská půda, zejména pro vinařství.

## Historie
V prehistorických dobách bylo toto území osídleno lidmi pfynské kultury, v římské době tvořilo část provincie Raetia. V 8. století se území ustavilo jako gau (župa) Franské říše, mělo však podstatně větší rozlohu a patřil k němu i Curych. Později území tvořilo lankrabství, jež mělo téměř stejné hranice jako moderní kanton. Od roku 1264 patřilo území Habsburkům, roku 1460 je společně dobyla vojska kantonů Glarus, Lucern, Schwyz, Unterwalden, Zug a Curych. Území bylo od té doby ve společné správě těchto kantonů. Za reformace se zde odehrávaly různé boje, významné bylo vyplenění a vypálení kláštera Ittingen roku 1524. Pod vlivem Curychu se v Thurgau šířila reformace až do porážky u Kappelu. Následný mír chránil protestanty i katolíky. Od roku 1712 se na správě území podílel též kanton Bern. Od 2. března 1798 se lankrabství Thurgau stalo kantonem nově zřízené Helvétské republiky, roku 1803 přistoupilo ke Švýcarské konfederaci jako plnoprávný člen.

## Obyvatelstvo

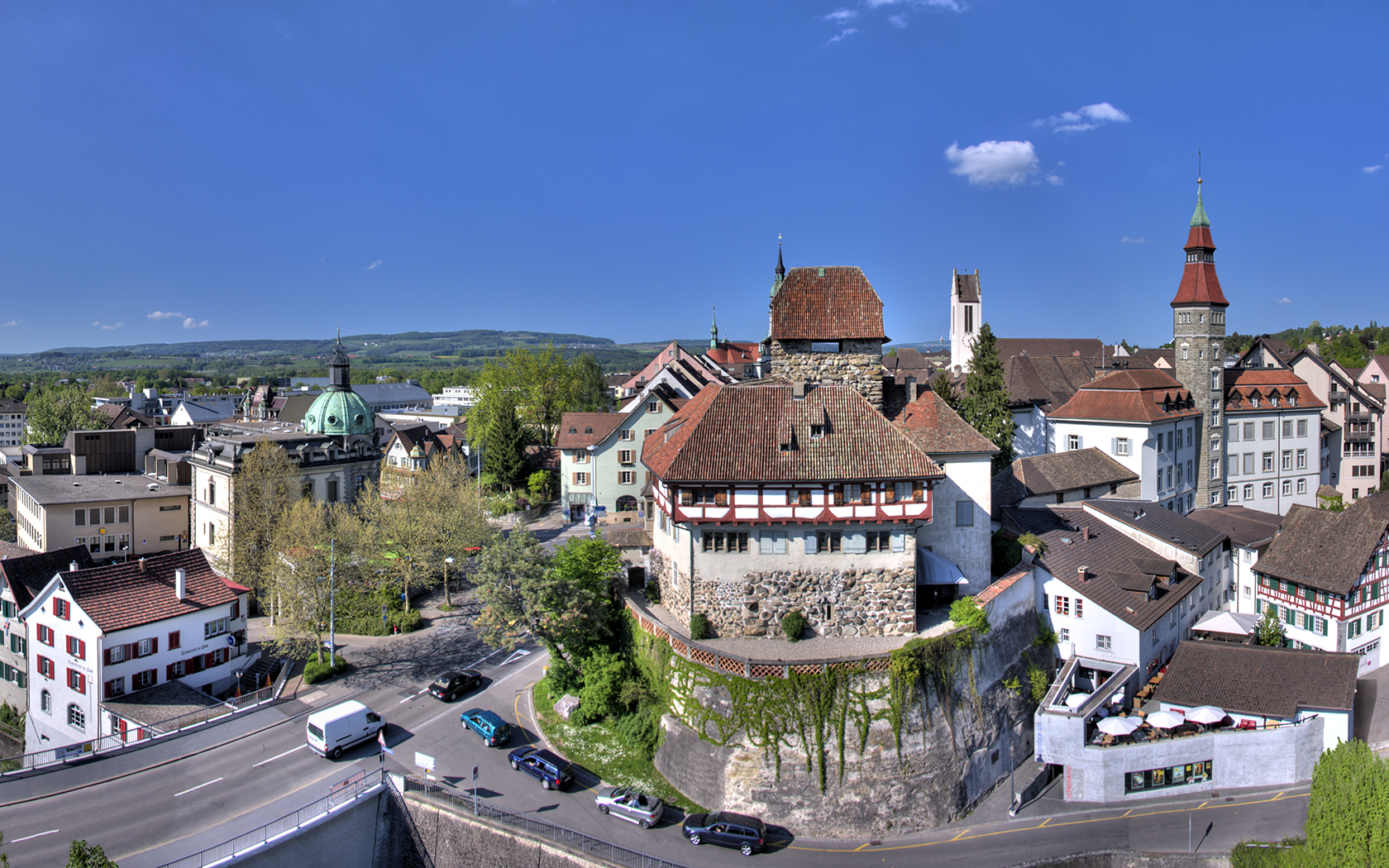
Frauenfeld

V kantonu Thurgau žilo k 31. prosinci 2021 285 964 obyvatel. Hustota zalidnění 288 obyvatel na km² je nad švýcarským průměrem (212 obyvatel na km²). Podíl cizinců (obyvatel přihlášených k trvalému pobytu, avšak bez švýcarského občanství) činil k 31. prosinci 2019 25,2 %, zatímco v celé zemi bylo registrováno 25,3 % cizinců.
| Vývoj počtu obyvatel | Vývoj počtu obyvatel | Vývoj počtu obyvatel | Vývoj počtu obyvatel | Vývoj počtu obyvatel | Vývoj počtu obyvatel | Vývoj počtu obyvatel | Vývoj počtu obyvatel | Vývoj počtu obyvatel | Vývoj počtu obyvatel | Vývoj počtu obyvatel | Vývoj počtu obyvatel | Vývoj počtu obyvatel | Vývoj počtu obyvatel | Vývoj počtu obyvatel | Vývoj počtu obyvatel | Vývoj počtu obyvatel | Vývoj počtu obyvatel | Vývoj počtu obyvatel | Vývoj počtu obyvatel |
| -------------------- | -------------------- | -------------------- | -------------------- | -------------------- | -------------------- | -------------------- | -------------------- | -------------------- | -------------------- | -------------------- | -------------------- | -------------------- | -------------------- | -------------------- | -------------------- | -------------------- | -------------------- | -------------------- | -------------------- |
| Rok                  | 1850                 | 1860                 | 1870                 | 1880                 | 1888                 | 1900                 | 1910                 | 1920                 | 1930                 | 1941                 | 1950                 | 1960                 | 1970                 | 1980                 | 1990                 | 2000                 | 2010                 | 2015                 | 2018                 |
| Počet obyvatel       | 88 908               | 90 078               | 93 202               | 99 231               | 104 678              | 113 221              | 134 917              | 135 933              | 136 063              | 138 122              | 149 738              | 166 420              | 182 835              | 183 795              | 209 362              | 228 875              | 250 536              | 269 614              | 278 339              |

### Jazyky
Jediným úředním jazykem v kantonu Thurgau je němčina. Dialekty němčiny, kterými se mluví v Thurgau, patří k vrcholně alemanskému nářečí a v jeho rámci k východošvýcarskému nářečí. 

### Náboženství
Reformované obyvatelstvo patří podle církevního práva k evangelické národní církvi kantonu Thurgau, katolické obyvatelstvo k basilejské diecézi a podle zemského církevního práva ke katolické národní církvi kantonu Thurgau.
Počet členů regionálních církví již několik let klesá. Jen mezi lety 2015 a 2021 klesl podíl obyvatel hlásících se k jedné ze dvou národních církví z 68 % na 60 %. Snížil se zejména podíl protestantského obyvatelstva.
Podíl osob, které se nehlásí k žádné regionální církvi, byl s 34,4 % (ke konci roku 2017) poprvé vyšší než u protestantů (33,9 %) nebo katolíků (31,7 %). O čtyři roky později, na konci roku 2021, se k žádné regionální církvi nehlásilo 40,3 % osob, k protestantské církvi 30,4 % a ke katolické 29,3 % osob. V roce 2019 se k žádné regionální církvi nehlásilo 25,4 % osob, ke katolické 30,0 % osob.

## Politika

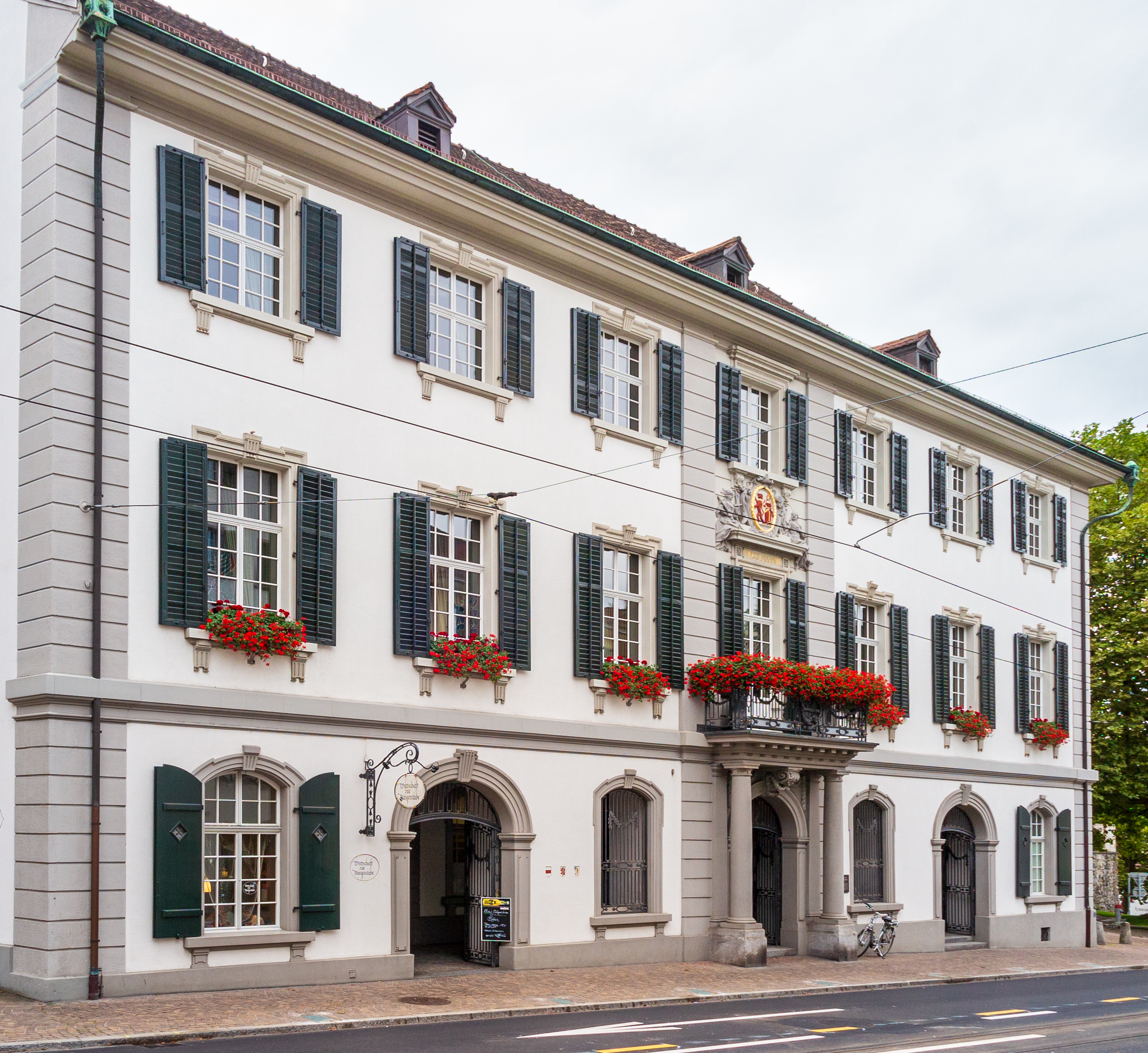
Radnice ve Frauenfeldu, místo letních zasedání parlamentu

Současná ústava kantonu Thurgau pochází z 16. března 1987 a tvoří základ pro uspořádání úřadů, práva občanů a plnění povinností státu.

### Legislativa
Zákonodárným orgánem (parlamentem) je Velká rada (německy Grosser Rat), která má 130 členů a je volena občany na čtyři roky podle systému poměrného zastoupení. Velká rada se v létě schází v budově radnice ve Frauenfeldu a v zimě na radnici ve Weinfeldenu. 
Občané se také přímo podílejí na tvorbě zákonů, neboť změny ústavy podléhají povinnému referendu a změny zákonů fakultativnímu referendu (o které požádá nejméně 3 000 voličů během tří měsíců); existuje také finanční referendum o vyšších státních výdajích. Občané mají také právo iniciovat ústavní a zákonodárné iniciativy (musí je požadovat nejméně 4 000 voličů) a mohou požadovat (nejméně 20 000 podpisů) odvolání Velké rady před koncem řádného funkčního období, o čemž musí být v každém případě vypsáno referendum.

### Vláda
Výkonným orgánem je Vládní rada (německy Regierungsrat), která se skládá z pěti členů a je rovněž volena občany na čtyřleté období podle většinového volebního systému. Předseda vlády se nazývá Regierungsratspräsident.
Občané mohou (pokud o to požádá alespoň 20 000 voličů) požádat o předčasné odvolání vládní rady, o kterém musí být následně vyhlášeno referendum.

### Soudnictví
Na kantonální úrovni jsou soudními orgány Nejvyšší soud, Správní soud a Soud pro nucené opatření.
Na okresní úrovni existuje pět okresních soudů prvního stupně a smírčí soudci.

### Správní členění

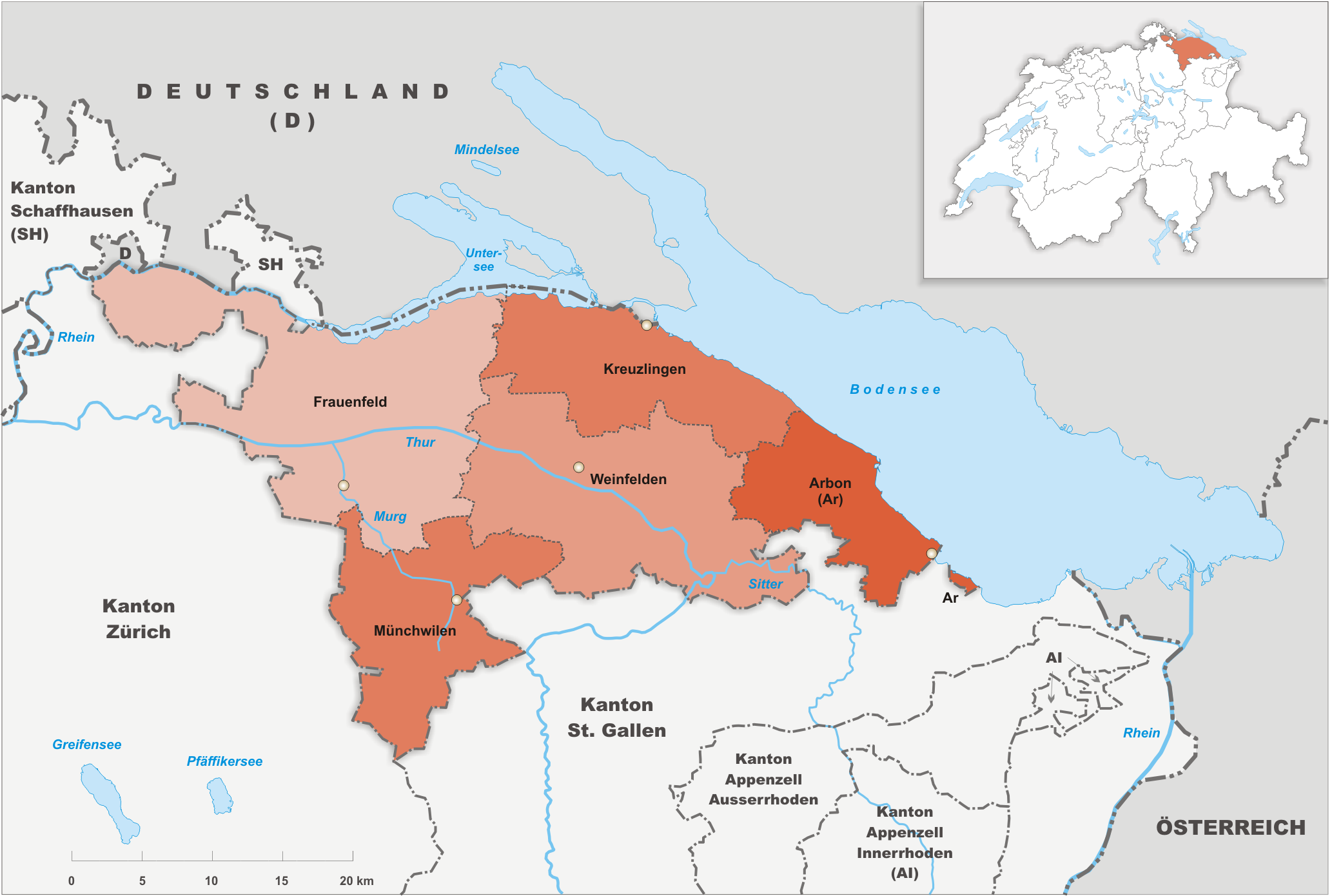
Mapa okresů kantonu Thurgau

Do konce roku 2010 byl kanton Thurgau rozdělen do osmi okresů, v rámci okresní a soudní reformy byl jejich počet snížen na pět. Okresy fungují jako soudní a volební obvody. Občanské matriční úřady a orgány ochrany dětí a dospělých jsou rovněž organizovány na okresní úrovni.
| Okres       | Počet obyvatel (k 31. 12. 2020) | Rozloha (km²) | Hlavní město | Počet obcí |
| ----------- | ------------------------------- | ------------- | ------------ | ---------- |
| Arbon       | 58 414                          | 89,07         | Arbon        | 12         |
| Frauenfeld  | 69 773                          | 279,61        | Frauenfeld   | 23         |
| Kreuzlingen | 49 760                          | 129,17        | Kreuzlingen  | 14         |
| Münchwilen  | 48 285                          | 138,19        | Münchwilen   | 13         |
| Weinfelden  | 56 677                          | 227,08        | Weinfelden   | 18         |
| Celkem (5)  | 282 909                         | 994,33        |              |            |

Orgány místní samosprávy jsou politické obce. V kantonu existuje 80 samostatných politických obcí. Dřívější tzv. komunální dualismus, který se vyznačoval souběžnou existencí místních a politických obcí a pocházel z napoleonských dob, byl zrušen novou ústavou z roku 1987. Stále však existují veřejně uznávané školní a občanské komunity, stejně jako evangelické reformované a římskokatolické farnosti.

## Hospodářství

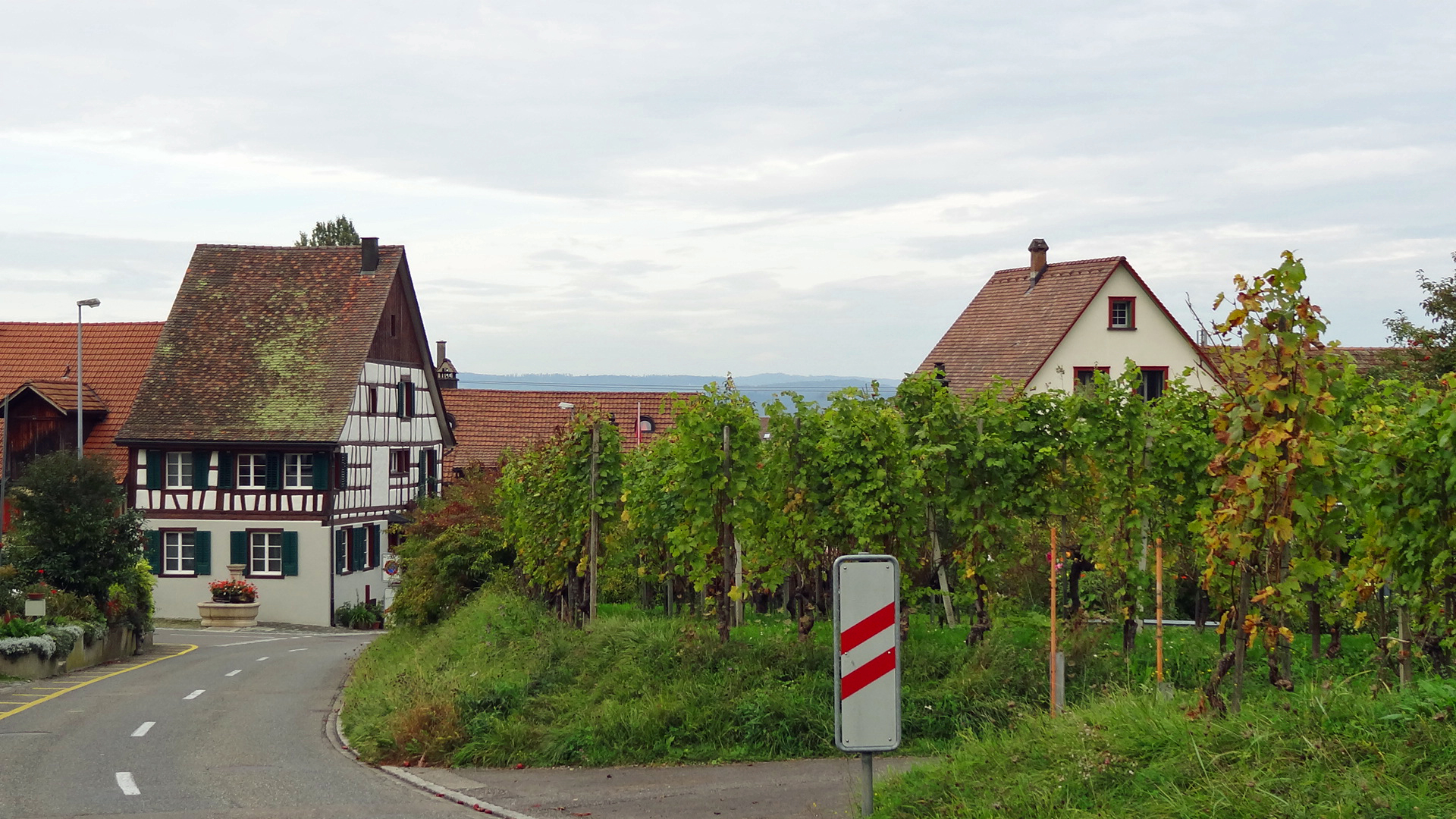
Vinice v kantonu Thurgau

Tradičně v Thurgau převládalo zemědělství a ovocnářství, zejména pěstování jablek, výroba moštu a v údolí řeky Thur také vinařství. Později přibyl drobný průmysl, kde dnes pracuje přes 35 % zaměstnanců.
Páteř hospodářství Thurgau tvoří velké množství malých a středních podniků. Velký význam má zpracovatelský průmysl, zejména kovoprůmysl a strojírenství. Dalšími důležitými odvětvími jsou potravinářský průmysl a luxusní potraviny, elektronický průmysl a segment plastového zboží. Rostoucími odvětvími jsou výroba vozidel a vydavatelství a (tele)komunikace.
Na konci prosince 2011 bylo v kantonu Thurgau zaměstnáno přibližně 130 000 osob na 20 000 pracovních místech. Zaměstnanost je rozdělena mezi tři hospodářská odvětví takto: zemědělství a lesnictví 5,9 %, průmysl a stavebnictví 36,6 % a služby 57,5 %.
V roce 2020 bylo v kantonu 16,2 % zemědělské půdy obhospodařováno ekologicky 368 zemědělskými podniky.
Region Thurgau jsou součástí alpského regionu Rýn - Bodamské jezero - Vysoký Rýn. Na program Interreg IV Alpenrhein-Bodensee-Hochrhein bylo v období financování 2007 až 2013 k dispozici celkem 23 871 170,00 EUR z Evropského fondu pro regionální rozvoj (EFRR). Na švýcarské straně činil rozpočet na financování 7 745 000,00 EUR a skutečně bylo vyplaceno přibližně 7 200 000,00 EUR, tj. přibližně 93 % celkové dostupné částky. Touto částkou byla podpořena i lokalita Thurgau.

## Doprava

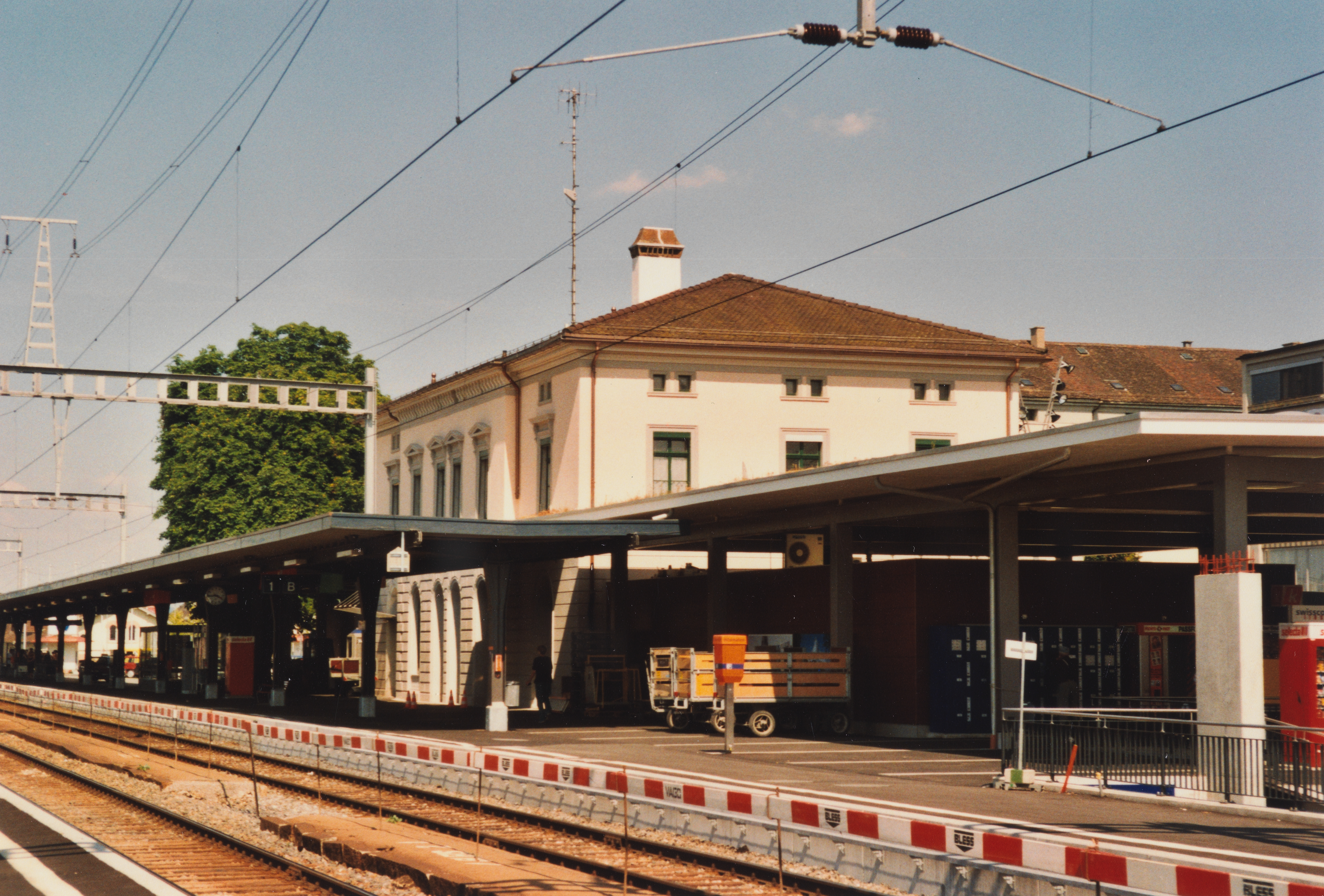
Železniční stanice SBB Frauenfeld

Kanton Thurgau se nachází mezi Curychem, St. Gallenem a Bodamským jezerem.
Blízkost švýcarské obchodní metropole Curychu a letiště Curych (30 minut od Frauenfeldu) zajišťuje rychlé spojení do vnitrostátních i mezinárodních destinací. V dosahu jsou také letiště St. Gallen-Altenrhein a Friedrichshafen (Německo).
Kanton je spojen dvěma dálnicemi (A1 a A7) a dvěma rychlostními silnicemi (Curych – Kostnice/Romanshorn a Curych – St. Gallen) s centry ve Švýcarsku a okolních zemích (Německo a Rakousko).

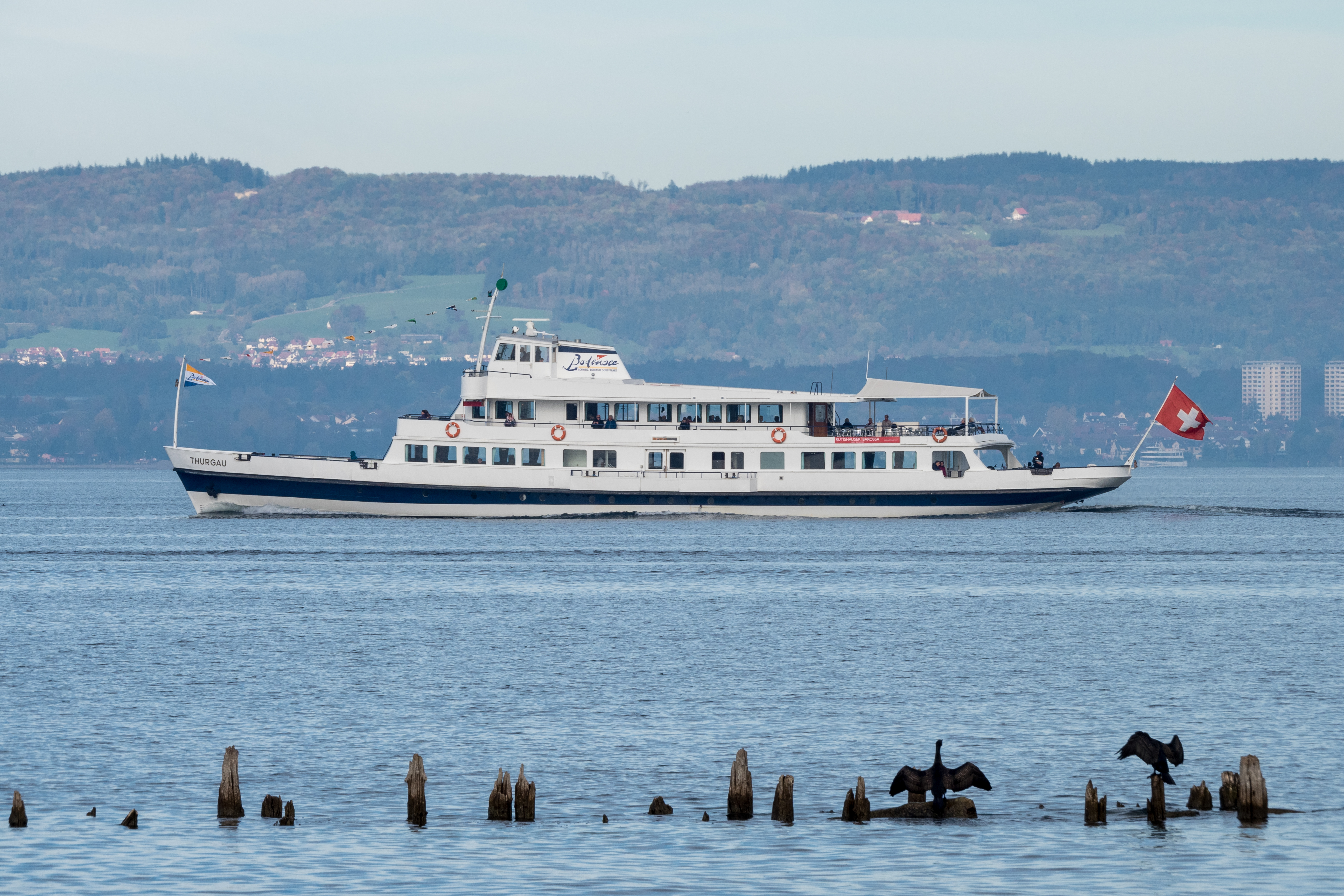
Lodní doprava na Bodamském jezeře

Spojení se sousedními regiony i vnitrokantonální spojení zajišťuje dobře rozvinutá kantonální a městská silniční síť a velké množství regionálních železničních a autobusových linek. Veřejná doprava se v posledních letech postupně rozšiřuje. V roce 2009 se plánovalo, že všechny prostředky veřejné dopravy (železniční a autobusové linky, místní doprava a lodní linky) ujedou přibližně 12,5 milionu kilometrů. V roce 2008 přepravily více než 32 milionů cestujících. To je téměř o jedenáct milionů lidí více než v roce 2000.
V roce 2021 byla míra automobilizace (počet osobních automobilů na 1000 obyvatel) 633.
Rozvinutá je také lodní doprava na Bodamském jezeře, a to nejen v podobě vnitrostátních linek (např. Romanshorn – Arbon), ale také mezistátních linek do Německa a Rakouska.

## Nejvýznamnější sídla

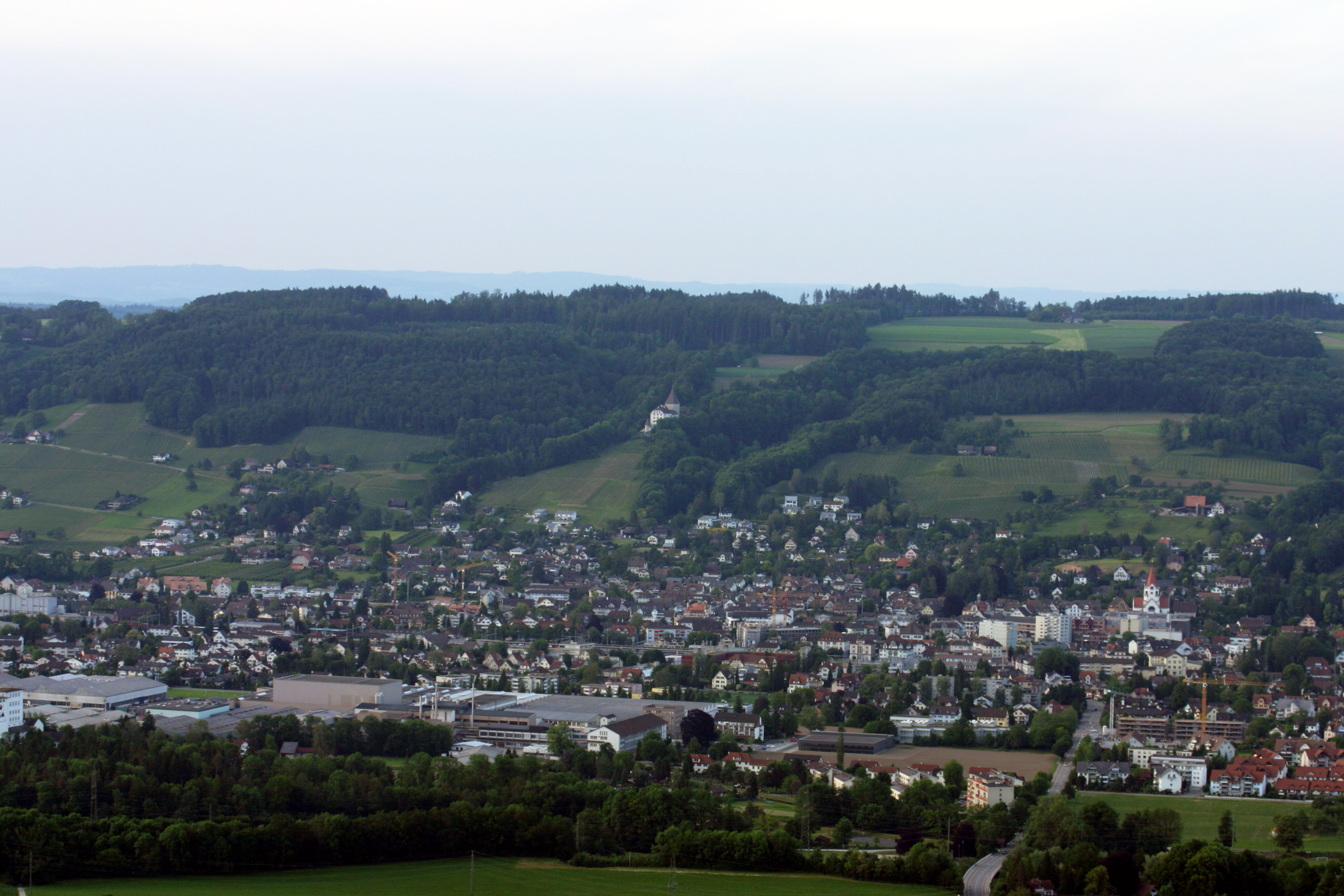
Weinfelden

Níže je uvedeno deset největších politických obcí podle počtu obyvatel k 31. prosinci 2020:
| Obec         | Počet obyvatel |
| ------------ | -------------- |
| Frauenfeld   | 25 974         |
| Kreuzlingen  | 22 390         |
| Arbon        | 14 950         |
| Amriswil     | 14 211         |
| Weinfelden   | 11 629         |
| Romanshorn   | 11 327         |
| Aadorf       | 9216           |
| Sirnach      | 79011          |
| Bischofszell | 5907           |
| Münchwilen   | 5830           |

## Osobnosti

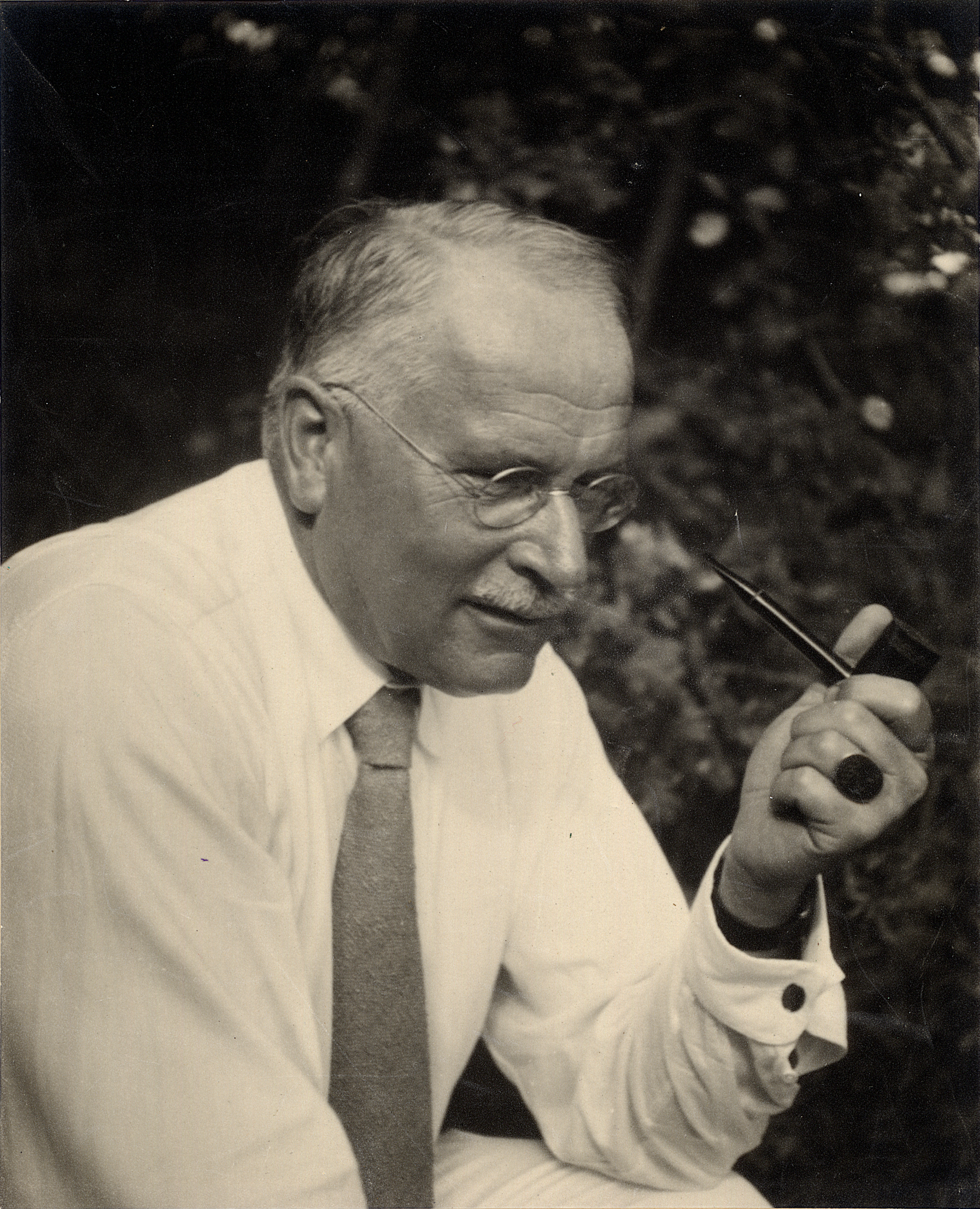
Carl Gustav Jung

- Walter Rudolf Hess (1881–1973), lékař-fyziolog, pocházel z Frauenfeldu
- Gaspard-Pierre-Gustave Joly (1798–1865), francouzský fotograf švýcarského původu, pocházel z Frauenfeldu
- Carl Gustav Jung (1875–1961), lékař-psychiatr, pocházel z Kesswilu
- Udo Jürgens (1934–2014), rakouský zpěvák, žil a zemřel v Münsterlingenu
- Julius Maggi (1846–1912), podnikatel a vynálezce, pocházel z Frauenfeldu
- Alja Rachmanovová (1898–1991), ruská spisovatelka, žila v exilu v Ettenhausenu v kantonu Thurgau
- Leopold Ružička (1887–1976), chorvatsko-švýcarský chemik a držitel Nobelovy ceny za chemii, žil a zemřel v Mammernu